# Frank Hovington
Franklin „Frank“ Hovington (* 9. Januar 1919 in Reading, Pennsylvania; † 21. Juni 1982 in Milford, Delaware) war ein US-amerikanischer Bluessänger, Gitarrist, Banjo- und Ukulele-Spieler.
Hovington begann bereits als Kind mit dem Ukulele- und Banjospiel. Später tat er sich mit William Walker zusammen, mit dem er in den späten 1930er und in den 1940er Jahren auf Houseparties und Tanzveranstaltungen in Frederica, Delaware aufspielte. Ende der 1940er Jahre zog er nach Washington, D.C., wo er Gospel-Gruppen wie Stewart Dixon’s Golden Stars und Ernest Ewin’s Jubilee Four begleitete. Er arbeitete auch mit Billy Stewarts Band. 1967 zog Hovington nach Felton, Delaware, und wurde dort 1975 von Bruce Bastin von Flyright Records (zusammen mit Dick Spottswood) aufgespürt, der von seinem Gitarrenspiel und Gesang derart begeistert war, dass er sogleich Aufnahmen für sein Plattenlabel machte.
Seine Langspielplatte von 1975 war ein Meisterwerk, das nicht nur zu seinen Lebzeiten viele Kritiker von seinen Fähigkeiten überzeugte, sondern auch Jahre später auf dem Rounder Label als LP und von Flyright im Jahre 2000 in einer erweiterten CD-Fassung wieder veröffentlicht wurde, und das bis heute – bald 25 Jahre nach seinem Tod – nach wie vor erhältlich ist.
Neben seinem Album für Flyright sind zwei Songs der dabei entstandenen Aufnahmen 1977/78 auch auf zwei Schallplattensamplern der Library of Congress veröffentlicht worden, im Jahre 1980 haben Siegfried Christmann und Axel Küstner für die Lippmann & Rau Serie „Living Country Blues“ weitere Aufnahmen von ihm gemacht, die auf nicht weniger als vier Alben dieser Serie veröffentlicht und 1999 teilweise auf CD neu herausgebracht wurden.
Auf einem Angel-Ausflug im Jahre 1952 hat John Fahey zufällig Frank Hovington getroffen, dessen Fingerstyle-Gitarrenspiel ihm derart imponierte, dass er kurz darauf selber eine (billige Sears & Roebuck) Gitarre kaufte und sich anschließend autodidaktisch das Gitarrenspielen beibrachte.